# Pertusio
Pertusio (Përtus in piemontese) è un comune italiano di 737 abitanti della città metropolitana di Torino in Piemonte. Vi si parla un dialetto canavesano della lingua piemontese.

## Geografia fisica
Il territorio comunale si trova in parte in pianura ed in parte sulle prime pendici collinari a sud del rilievo sul quale sorge il Santuario di Belmonte (tutelato dall'UNESCO).La suddetta frazione prende il nome di Piandane. 
Situato a circa 35 chilometri a nord di Torino, è un piccolo centro del Canavese che confina con i comuni di San Ponso, Valperga, Rivara, Prascorsano; comprende varie borgate a diverse altitudini, passando dai 330 m s.l.m. di Case Rossetto ai 497 m della frazione Piandane.
Scorrono nel territorio di Pertusio i torrenti Rossetto e Massiane, entrambi affluenti del Viana.
Il nucleo abitativo del capoluogo si stringe intorno al Santuario di San Firmino e alla chiesa parrocchiale di San Lorenzo posta su un poggio elevato. Il comune faceva parte della disciolta Comunità montana Alto Canavese, oggi assieme a cinque comuni costituenti la Unione montana Val Gallenca; inoltre è uno dei comuni alle pendici del Sacro Monte di Belmonte, uno dei sette Sacri Monti del Piemonte e Riserva Naturale Speciale con una legge regionale del 1991.

## Storia
Dopo essere stato sotto il controllo della signoria degli Arduinici, Pertusio, nel 1014 passò al vescovato di Vercelli. Nei secoli precedenti sembra che Pertusio avesse un altro signore, appartenente alla famiglia dei Droy, potente nobile originario di Cuorgnè. Passò poi alla signoria dei Valperga e dei San Martino, i quali costruirono una roccaforte oramai scomparsa, in una località che ancora oggi prende il nome di "Castellazzo". Alla fine del Trecento, Pertusio partecipò alla rivolta del "Tuchinaggio" e, nel 1391, si accordò con il fisco del conte di Savoia pagando un'ingente sanzione. All'inizio del Settecento Pertusio sì liberò completamente dal dominio dei nobili locali. Tra il 1929 e il 1948 il comune di Pertusio fu aggregato al comune di Valperga insieme al comune di San Ponso.

## Monumenti e luoghi d'interesse

### Santuario di San Firmino
La tradizione narra che dopo la battaglia di Pavia nel 1525, dove i francesi di Francesco I vennero sconfitti dagli spagnoli di Carlo V, un ufficiale francese passò dal Piemonte per tornare a casa. Arrivato a Pertusio, sì ammalò gravemente, ma grazie alle preghiere a San Firmino, vescovo di Amiens, riacquistò la salute.
Per riconoscenza fece costruire un pilone (ancora oggi conservato all'interno del santuario) con l'immagine del santo, e ne diffuse la devozione.

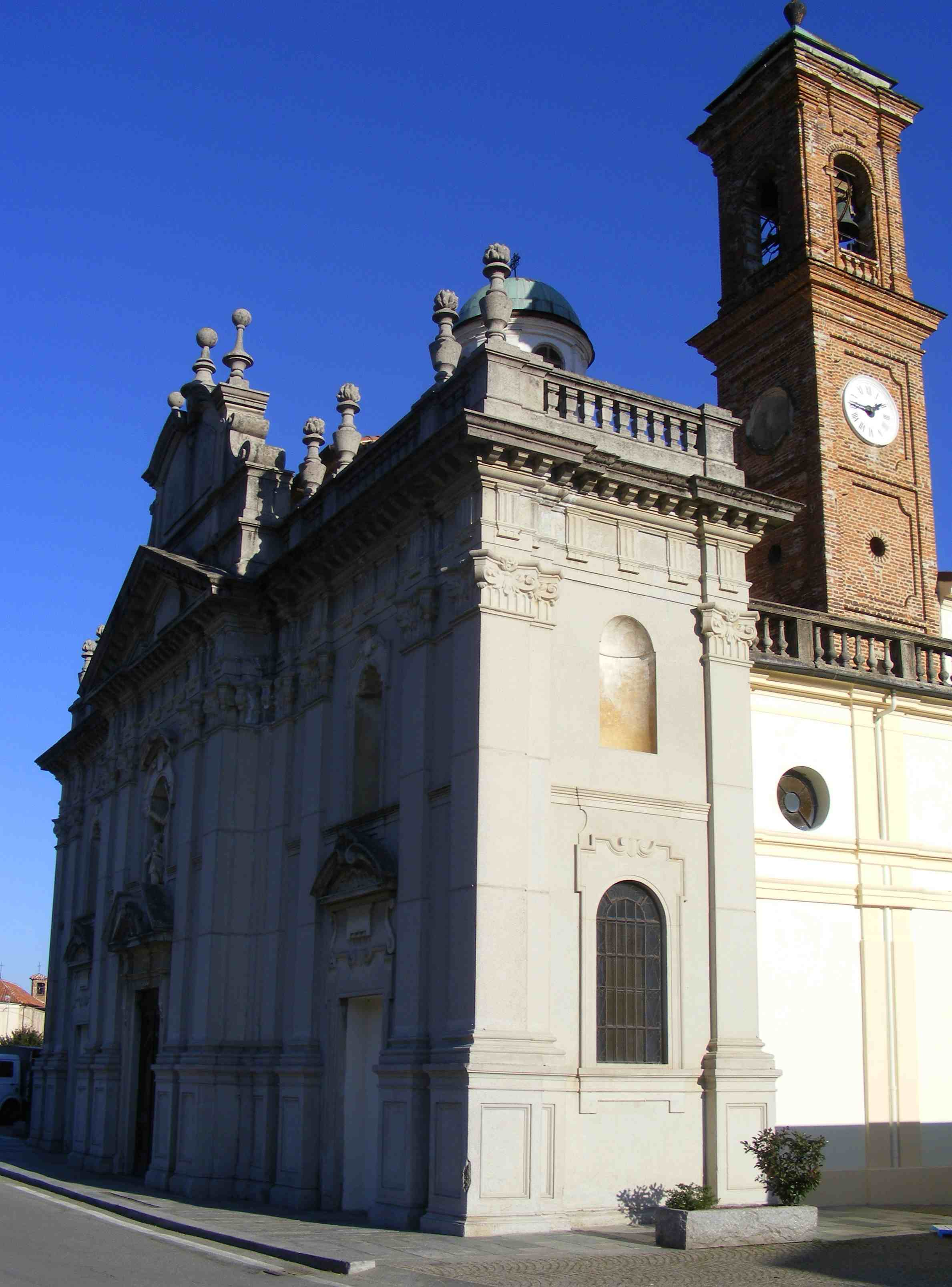
San Firmino

Già alla fine del Seicento vi era una piccola cappella, la quale fu ingrandita nel 1736 a spese della popolazione, sotto la giurisdizione del parroco, che vi nominava un cappellano.
Altri ampliamenti furono eseguite nel 1819, 1824, 1856 e in epoca recente.
Tutta la struttura architettonica è impostata secondo i criteri tradizionali della scuola juvarriana. All'interno possiamo trovare delicate decorazione del Boasso e nella cupola principale figurano quattro medaglioni sulla vita del Santo a cura del Siffredi.
Al centro del santuario è collocato il basamento dell'antico pilone.
La statua marmorea di San Firmino che benedice il soldato è dello scultore Giuseppe Vittorio Cerini.
Nel 1925 venne rifatta la facciata su disegno dell'architetto Giuseppe Gallo in stile classico e monumentale.
Nel 1893 arrivò direttamente da Amiens una reliquia di San Firmino.
Ad accrescere maggiormente la venerazione popolare del santo contribuirono parecchie guarigioni di ammalati e grazie ad alcune liberazioni di indemoniati.
La festa di San Firmino si svolge a ottobre ed era considerata l'ultima festa patronale del territorio altocanavesano; inoltre era un'occasione di festa e ritrovo per gli abitanti di piccole borgate prima dei lunghi e freddi inverni.
Partecipavano molti fedeli, i festeggiamenti duravano tre settimane consecutive dai primi giorni di ottobre.
La festa di San Firmino diventò ben presto un'occasione non solo di festa religiosa, ma anche di festa popolare, tanto che monsignor Fransoni il 7 giugno 1839, si lamentò dei bettolieri, venditori e saltimbanchi che si insediavano in vicinanza del santuario, disturbando le sacre funzioni. Decretò precise distanze per collocare i banchi, con la pena di proibizione della processione.
Al santuario si celebrano anche le feste Mariane nella seconda domenica di maggio con una caratteristica processione notturna con fiaccole nelle vie di Pertusio.
Oggi la festa di San Firmino dura circa due settimane e inizia generalmente nei primi giorni di ottobre.
- Chiesa parrocchiale intitolata a San Lorenzo.

La chiesa parrocchiale di San Lorenzo è di origine molto antica; alcune carte del 1380 nominano questa chiesa.
Nel 1838 venne completamente rifatta insieme alla caso parrocchiale ad opera del prevosto don Anselmi.
Le opere pittoriche interne sono del prof. Boasso.

### Aree naturali
A Pertusio opera l'associazione Scoprinatura, che si occupa di tutelare, valorizzare e salvaguardare il territorio comunale.
Per gli appassionati delle escursioni naturalistiche, dal centro del paese si può raggiungere prima la Frazione Piandane, la più elevata del territorio, e successivamente il Sacro Monte di Belmonte (Patrimonio dell'UNESCO), tutelato da una legge regionale del 1991.

## Società

### Evoluzione demografica
Abitanti censiti

### Etnie e minoranze straniere
Gli extra-comunitari residenti a Pertusio al 1º gennaio 2011 sono 21 e rappresentano il 2,7% della popolazione residente.
Sono considerati cittadini stranieri le persone di cittadinanza non italiana aventi dimora abituale in Italia.
Di seguito sono riportati i gruppi più consistenti
1. Romania, 12
2. Marocco, 4
3. Perù, 2
4. Filippine, 1
5. Estonia, 1
6. Bulgaria, 1

## Economia
L'economia è essenzialmente basata sulla produzione di cereali (mais e frumento), di frutta (mele, pere e pesche) e sull'allevamento del bestiame con piccole aziende a conduzione familiare sparse all'interno del paese.
Un tempo era molto diffusa la coltura della vite che dava luogo ad una rinomata produzione vinicola (Barbera e Freisa). Oggi di tale produzione è rimasto ben poco, fatta eccezione per alcune zone della collina di San Firmino e della frazione di Piandane.
Non mancano, comunque, piccole realtà industriali legate, principalmente, al settore meccanico e siderurgico.

## Amministrazione
Di seguito è presentata una tabella relativa alle amministrazioni che si sono succedute in questo comune.
| Periodo          | Periodo        | Primo cittadino         | Partito                       | Carica  | Note  |
| ---------------- | -------------- | ----------------------- | ----------------------------- | ------- | ----- |
| 14 dicembre 1972 | 16 marzo 1993  | Giovanni Terrando       | lista civica                  | Sindaco | [ 7 ] |
| 16 marzo 1993    | 5 giugno 1993  | Lorenzo Terrando        | lista civica                  | Sindaco | [ 7 ] |
| 29 giugno 1993   | 28 aprile 1997 | Antonio Cresto          | Democrazia Cristiana          | Sindaco | [ 7 ] |
| 28 aprile 1997   | 14 maggio 2001 | Querino Ronchi          | centro                        | Sindaco | [ 7 ] |
| 14 maggio 2001   | 30 maggio 2006 | Querino Ronchi          | lista civica                  | Sindaco | [ 7 ] |
| 30 maggio 2006   | 16 maggio 2011 | Antonio Cresto          | centro                        | Sindaco | [ 7 ] |
| 16 maggio 2011   | 5 giugno 2016  | Antonio Cresto          | lista civica Pertusio con noi | Sindaco | [ 7 ] |
| 5 giugno 2016    | 4 ottobre 2021 | Antonio Cresto          | lista civica Pertusio con noi | Sindaco | [ 7 ] |
| 4 ottobre 2021   | in carica      | Giuseppe Antonio Damini | lista civica Pertusio con noi | Sindaco | [ 7 ] |

### Altre informazioni amministrative
Pertusio faceva parte della Comunità montana Alto Canavese.

## Sport
Numerose sono le associazioni sportive collocate nel piccolo comune canavesano.

### Calcio
La principale squadra di calcio del paese è l'A.S.D. PERTUSIO che milita nel Campionato di Terza Categoria.
La prima squadra e le giovanili giocano le proprie partite casalinghe sul nuovo campo sportivo comunale di Pertusio.

### Bocce
A Pertusio esiste anche un'"Associazione Bocciofila", che milita nel campionato di serie D

### Ciclismo
L'"ASD Pertusiese" è un'associazione sportiva dilettantistica che concentra le sue attenzioni nel mondo del ciclismo.

### Sci
Per quanto riguarda lo sci, è presente lo "Sci Club Valperga-Pertusio", che ogni anno partecipa alla Coppa Canavese, nella quale gareggiano i migliori sciatori (suddivisi in categorie in base all'età dell'atleta) degli Sci Club canavesani.